# Taeniotes naevius
Taeniotes naevius är en skalbaggsart som beskrevs av Bates 1872. Taeniotes naevius ingår i släktet Taeniotes och familjen långhorningar. Inga underarter finns listade i Catalogue of Life.